# Boerin in Frankrijk
Boerin in Frankrijk (ook Een boerin in Frankrijk) was een Nederlandse televisieserie uit 1973, die werd uitgezonden door de NCRV. De regie was van Bob Löwenstein. Het scenario was van Jos Vandeloo en Gertie Evenhuis.
De serie van 13 afleveringen was gebaseerd op boeken van boerin Wil den Hollander-Bronder die in 1947 met haar man en zoon van Nieuw-Beijerland naar Frankrijk was geëmigreerd.
De hoofdrol werd gespeeld door Lia Dorana als boerin. Verder speelden onder andere mee: Roger Coorens als boer Johan, Mario Verwoerd als zoon Jaap, John Leddy, Ward De Ravet, Josephine van Gasteren en Tilly Perin-Bouwmeester (nicht). In totaal deden 95 acteurs en actrices uit Nederland en België mee en 250 figuranten. Ook de kinderen Den Hollander hadden ieder een rol. De buitenopnamen voor de serie werden gemaakt in Willemstad en in Inval-Boiron, de woonplaats van de Den Hollanders. De eerste aflevering werd uitgezonden op 8 oktober 1973 en de laatste op 28 januari 1974.